# 비우티풀
비우티풀(Biutiful)은 알레한드로 곤살레스 이냐리투가 감독을 맡은 2010년에 개봉한 스페인-멕시코 합작의 드라마 영화이고 하비에르 바르뎀이 주연을 맡았다. 《바벨》 이후로 그가 연출한 첫 번째 영화이며, 전체 연출작으로는 4번째이자, 그의 데뷔작인 《아모레스 페로스》 이후로 스페인어를 사용한 영화이다. 영화 제목인 《비우티풀》은 영어 단어 뷰티풀(beautiful)을 스페인어의 음운으로 받아적은 스펠링이다.
2011년 아카데미상에서 외국어 영화상과 하비에르 바르뎀의 남우주연상 두 개 부문에 후보로 올랐다. 바르뎀은 스페인어만을 연기한 작품으로 남우주연상 후보에 오른 최초의 인물이 되었다. 바르뎀은 또한 칸 영화제에서도 남우주연상 후보에 올랐다.

## 출연
- 하비에르 바르뎀 - 우스발
- 마리셀 알바레스 - 마람브라
- 한나 부샤브 - 안나
- 기예르모 에스트렐라 - 마테오
- 디아리아투 다프 - 이헤
- 쳉 태 쉔 - 하이
- 나세르 살레 - 무차초
- 뤄진 - 리웨이